# Miss Goiás 2013
Miss Goiás 2013 foi a 58ª edição do concurso que escolhe a melhor candidata goiana para representar seu estado e sua cultura no Miss Brasil. O evento contou com a presença de vinte candidatas de diversos municípios do estado. A noite pré-final e a final da competição foram televisionadas pela DM TV, porém foi um evento fechado para convidados.
Herika Noleto, Miss Goiás 2012 veio da Europa para coroar sua sucessora ao título no final do evento. O mesmo ocorreu no Buffet Imperial, situado no centro da capital do estado. A competição ainda contou com a presença de Gabriela Markus. O evento correu no dia 13 de Maio e teve como vitoriosa a candidata de Aruanã, Sileimã Alves Pinheiro.

## Agenda
Comemorando dez anos de coordenação estadual do estado, a Abranches Entretenimento & Ideias optou por um evento fechado apenas para convidados e com uma formulação diferente dos anos anteriores, como a definição da vencedora no dia anterior ao dia da final.
- 12/05 - Chegadas das misses. Entrevista com os jurados e definição da vencedora.
- 13/05 - Anúncio do resultado realizado no dia anterior em um evento fechado.

## Resultados
| Posição    | Candidata                           |
| Miss Goiás | - Aruanã - Sileimã Pinheiro         |
| 2º. Lugar  | - Anápolis - Ana Bárbara Pereira    |
| 3º. Lugar  | - Pirenópolis - Bianca Casanova     |
| 4º. Lugar  | - Cristalina - Camilla Syal Moreira |
| 5º. Lugar  | - Quirinópolis - Naiane Freitas     |

- Não houve nenhuma premiação especial este ano no concurso estadual.

### Ordem dos Anúncios

#### Top 05
1. Pirenópolis
2. Quirinópolis
3. Aruanã
4. Anápolis
5. Cristalina

## Jurados

### Preliminar
A lista de jurados abaixo corresponde à pré-final televisionada com as vinte candidatas disputando o título:
1. Dr. Djalma Rezende, advogado;
2. Juliana Scorssato, nutricionista;
3. Marcelo Soares, empresário;
4. Yvone Silva, colunista social;
5. Jorge Neto, cartunista;
6. Natércia Leite, empresária;
7. Jorge Braga, empresário;
8. Luciano Servolo, hair stylist;
9. Leopoldo Veiga Jardim, consultor político;
10. Franco Lutero, designer;
11. Wiviany Oliveira, Miss Goiás 2011;
12. Herika Noleto, Miss Goiás 2012.

## Candidatas
Todas as vencedoras estaduais que concorreram este ano no concurso: 
| - Americano do Brasil - Wanessa Nunes - Anápolis - Ana Bárbara Pereira - Aparecida de Goiânia - Fernanda Gomes Batista - Aruanã - Sileimã Pinheiro - Catalão - Ana Paula Tavares - Cristalina - Camilla Syal Moreira - Goiânia - Angélica Morganna - Goianira - Francielle Mendonça - Itumbiara - Daniela Matroni - Jaraguá - Daniele Parreira | - Jataí - Bárbara Alves Pereira - Joviânia - Caroline Winniczek - Quirinópolis - Naiane Freitas - Morrinhos - Bárbara Fernandes - Piracanjuba - Nathália de Souza - Pirenópolis - Bianca Casanova - Rio Verde - Ellen Cristina Rodrigues - Senador Canedo - Marília Martins - Três Ranchos - Laís Marques - Trindade - Raylane Alves |